# ريغي موريس
ريغي موريس (بالإنجليزية: Reggie Morris)‏ هو كاتب سيناريو ومخرج وممثل أمريكي، ولد في 25 يونيو 1886 بنيوجيرسي في الولايات المتحدة، وتوفي في 16 فبراير 1928 بلوس أنجلوس في الولايات المتحدة بسبب نوبة قلبية.

## وصلات خارجية
- ريغي موريس على موقع IMDb (الإنجليزية)
- ريغي موريس على موقع أول موفي (الإنجليزية)
- ريغي موريس على موقع قاعدة بيانات الفيلم (الإنجليزية)
- ريغي موريس على موقع كينوبويسك (الروسية)